# Forma del universo
La forma del universo es un nombre informal de un tema de investigación que busca determinar la morfología del universo dentro de la cosmología física, que es la ciencia encargada de estudiar el origen, la evolución y el destino del universo. Los cosmólogos y los astrónomos describen la geometría del universo incluyendo dos modalidades: la geometría local, es decir, aquella referida a la forma del universo observable, y la geometría global que trata de describir el espaciotiempo del universo completo. Su estudio está vagamente dividido en —entre otras disciplinas científicas— curvatura y topología, aunque estrictamente hablando su investigación incluya a ambos temas relacionados.

## Geometría local (curvatura espacial)
La geometría local (curvatura espacial) es la que corresponde a la curvatura que describe cualquier punto arbitrario en el universo observable (hecho un promedio sobre una escala suficientemente grande). Muchas observaciones astronómicas, tales como las de una supernova y las de la radiación de fondo de microondas, muestran un universo observable bastante homogéneo e isótropo, y se deduce que su expansión se está acelerando. En la relatividad general, esto está modelado por la métrica de Friedman-Lemaître-Robertson-Walker (FLRW). Este modelo, que puede ser representado por las ecuaciones de Friedmann, proporciona una curvatura (a menudo llamada geometría) del universo basado en las matemáticas de la dinámica de los fluidos, por ejemplo modelando la materia dentro del universo como un fluido perfecto. Aunque las estrellas y grandes estructuras pueden ser llamadas como unos "casi modelo FLRW", es decir que supone homogeneidad e isotropía y que se asume que el componente espacial de la métrica puede ser dependiente del tiempo, estrictamente un modelo FLRW es usado para aproximar la geometría local del universo observable.
Otro camino para establecer la geometría local propone que, si todas las formas de energía oscura son ignoradas, entonces la curvatura del universo puede ser determinada midiendo la densidad media de la materia que está dentro de él, asumiendo que toda la materia está distribuida uniformemente (más bien que las distorsiones son causadas por objetos 'densos' como galaxias). Esta suposición es justificada por las observaciones que, cuando el universo es "débilmente" heterogéneo, está sobre el promedio homogéneo e isótropo. El universo homogéneo e isótropo da paso a una interpretación de la geometría espacial con una curvatura constante. Un aspecto de la geometría local, surgida de la aplicación de la relatividad general y el modelo de FLRW, es que el parámetro de densidad, Omega (Ω), está relacionado con la curvatura de espacio. Omega es la densidad promedio del universo dividida por la densidad de la energía crítica, es decir la requerida para que el universo sea plano (sin curvatura). La curvatura de espacio es una descripción matemática que se plantea si la hipótesis del teorema Pitagórico es realmente la válida para ser aplicada en coordenadas espaciales. En este supuesto, el teorema proporciona una fórmula alternativa para expresar relaciones locales entre distancias.
Si la curvatura es cero, entonces Ω = 1, y el teorema de Pitágoras es correcto. Si por el contrario Ω > 1, habrá una curvatura positiva, y si Ω < 1, habrá una curvatura negativa; en cualquiera de estos dos casos el teorema de Pitágoras sería incorrecto (pero las discrepancias solo se pueden detectar en los triángulos cuyas longitudes de sus lados son de una escala cosmológica). Si se miden las circunferencias de los círculos de diámetros regularmente más grandes y se dividen el antiguo por el posterior, las tres geometrías nos dan el valor π para los diámetros suficientemente pequeños, pero el radio no deja de ser π para diámetros más grandes, a no ser que Ω= 1. Para Ω > 1 (la esfera, ver diagrama) el radio es menor que π: de hecho, un gran círculo en una esfera tiene una circunferencia solamente dos veces su diámetro. Para Ω < 1, la relación de transformación sube sobre π.
Las medidas astronómicas de la densidad de la materia-energía de los intervalos del universo y del espacio-tiempo que usan acontecimientos de la supernova obligan la curvatura espacial para estar muy cerca de cero, aunque no obligan su muestra. Esto significa que las geometrías locales son generadas por la teoría de la relatividad basada en intervalos de espacio-tiempo, y se pueden aproximar a la geometría euclidiana.

### Geometrías locales
Existen tres categorías para las posibles geometrías espaciales de curvatura constante, dependiendo del signo de la curvatura. Si la curvatura es exactamente cero, entonces la geometría local es plana; si es positiva, entonces la geometría es esférica, y si es negativa entonces la geometría local es hiperbólica.

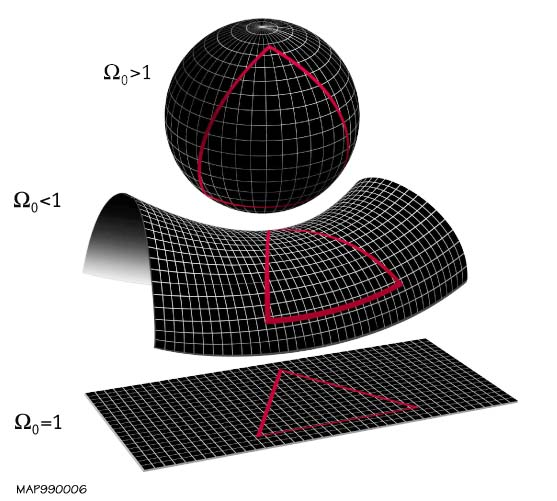
La geometría local del universo se determina aproximadamente si Omega es menos que, igual a, o mayor de 1. De arriba hacia abajo: un universo esférico ("riemanniano" o también llamado cerrado, (hiper)esférico, elíptico o de curvatura positiva), un universo hiperbólico ("lobachevskiano" o también llamado hiperbólico, de curvatura negativa o de silla de montar), y un universo plano (euclidiano, también llamado de curvatura 0).

La geometría del universo está usualmente representada en el sistema de distancia apropiada, según el cual la expansión del universo puede ser ignorada.

Las coordenadas de la distancia apropiada forman un solo marco de referencia según el cual el universo posee una geometría estática de tres dimensiones espaciales.
Asumiendo que el universo es homogéneo e isótropo, la curvatura del universo observable, o de la geometría local, está descrita en una de las tres geometrías "primitivas":
- geometría euclidiana de 3 dimensiones, anotada generalmente como E³;
- geometría esférica de 3 dimensiones con una pequeña curvatura, anotada generalmente como S³;
- geometría hiperbólica de 3 dimensiones con una pequeña curvatura, generalmente anotada como H³;

Incluso, si el universo no es exactamente plano, la curvatura espacial está lo bastante cerca de cero como para poner el radio aproximadamente en el horizonte del universo observable, o más allá.
En la geometría clásica euclidiana, el quinto postulado lleva a estas conclusiones: por un punto solo puede pasar una recta paralela (de hecho la definición típica de paralela es la de una recta que nunca se encuentra con otra). De esto también se concluye que la suma de los ángulos internos de los triángulos es siempre = 180°
En la geometría esférica es posible que sobre un punto fijo no pase ninguna paralela y la suma de los ángulos internos de los triángulos sea de más de 180° (>180°).
En la geometría hiperbólica es posible que sobre un punto pasen dos paralelas y que la suma de los ángulos interiores de los triángulos sea menor de 180° (<180°).

## Geometría global
La geometría global cubre la geometría, en particular la topología, de todo el universo observable y más allá de él. Cuando la geometría local no logra determinar la geometría global completamente, esto limita las posibilidades, particularmente siendo una geometría de una curvatura constante. Para una geometría espacial plana, se pensaba que la escala de cualquier característica de la topología sería arbitraria, aunque una investigación más reciente sugiere que las tres dimensiones espaciales pueden tender a igualarse en longitud. La escala de la longitud de una geometría plana puede o no ser directamente detectada. Para las geometrías hiperbólicas y esféricas, la probabilidad de la detección de la topología por la observación directa depende de la curvatura espacial. Usando el radio de esa curvatura o su inverso multiplicativo como una escala, una curvatura pequeña de la geometría local, con un radio correspondiente a una curvatura mayor que el horizonte observable, hace la topología difícil o imposible de detectar si la curvatura es hiperbólica. Una geometría esférica con una pequeña curvatura (gran radio o curvatura) no hace difícil la detección.
Dos investigaciones que se superponen fuertemente dentro del estudio de la geometría global son:
- si el universo es infinito en extensión o es un espacio compacto o finito.
- si el universo tiene una topología de conexión simple o no simple.

### Con bordes o sin bordes
Suponiendo un universo finito, este puede tener o no bordes, aunque no existe evidencia científica que respalde la existencia de este hipotético límite. Muchos espacios matemáticos finitos, por ejemplo, un disco, tienen límites. Los espacios con aristas son difíciles de analizar, tanto conceptual como matemáticamente. Es decir, es difícil determinar qué ocurriría en la frontera de dicho universo, aunque existen muchos espacios finitos, como la 3-esfera y el toro-3, que no tienen aristas.

### Compacidad de la forma global
Un espacio compacto es una definición topológica general que abarca la noción más aplicable de un espacio métrico limitado. En modelos cosmológicos, se requiere o uno o ambos de los siguientes postulados: el espacio tiene una curvatura positiva (como una esfera), y/o si está conectado de manera múltiple, o, más estrictamente, no-simplemente conectado.
Si la 3-variedad de una sección espacial del universo es compacta entonces, como en una esfera, las líneas "rectas" ( en lo real, geodésicas ) que señalan en ciertas direcciones, cuando se extienden lo suficientemente lejos en la misma dirección llegarán al punto de partida y el espacio tendrá un "volumen" o "escala" que se puede definir. Si la geometría del universo no es compacta, entonces es infinita en extensión con caminos infinitos de dirección constante que, generalmente no vuelven y el espacio no tiene un volumen que se pueda definir, como en el plano euclidiano.
Si la geometría espacial es esférica, la topología es compacta. Si no, para una geometría espacial plana o hiperbólica, la topología puede ser o compacta o infinita.

### Universo plano
En un universo plano, todas las curvaturas locales y la geometría local son planas. En general, puede ser descrita por el espacio euclídeo, sin embargo hay algunas geometrías espaciales que son planas y limitadas en una o más direcciones. Esto incluye, en dos dimensiones, el cilindro, el toro, y la banda de Möbius. Espacios similares en tres dimensiones (como la botella de Klein) existen también.
Las últimas mediciones de la curvatura del espacio, realizadas por la misión espacial europea Planck, muestran que ΩK, el valor de ésta, es 0.000±0.005, lo cual es coincidente con un universo plano.

### Universo esférico

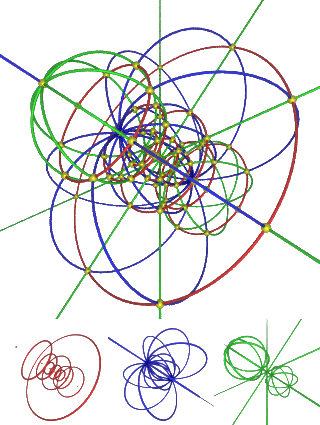
Geodésicas a lo largo de una hiperesfera.

Un universo posiblemente curvo está descrito por la geometría esférica, y puede ser pensado como una hiperesfera tridimensional, es decir, una figura de 4 dimensiones cuya superficie (que sería el análogo a nuestro universo), es de 3.
Uno de los esfuerzos en el análisis de la información de la WMAP (Wilkinson Microwave Anisotropy Probe) es detectar un múltiple adosado mutuo de imágenes del universo distante en la radiación de fondo de microondas cósmicas. Asumiendo que la luz posee suficiente tiempo desde su origen para viajar por un universo limitado, muchas imágenes pueden ser observadas. Cuando los resultados y el análisis no corresponden a una topología limitada, y si el universo es limitado, entonces la curvatura espacial es pequeña, tal como la curvatura espacial de la Tierra es pequeña en un entorno de, por ejemplo, un radio de cien metros, pero ha de ser tenida en cuenta con un horizonte de mil kilómetros o más. Generalmente -aunque no absolutamente- la idea de un universo de geometría esférica es asociada con la de un universo finito (que tiene un punto de conclusión espacio temporal).
Basado en análisis de la información de la WMAP, durante el 2004-2006 los cosmólogos se concentraron en el teorema de Poincaré, pero también consideraron las topologías de cuerno para ser compatible con la información.

### Universo hiperbólico
Un universo hiperbólico (frecuente pero confusamente llamado "abierto") está descrito por la geometría hiperbólica, y puede creerse como un equivalente tridimensional de una forma de una montura infinitamente extendida. Para la geometría local hiperbólica, varios de los posibles espacios tridimensionales son informalmente llamados topologías de cuerno.
El destino último del universo abierto es que se continuará expandiendo para siempre, terminando en una muerte térmica del universo, un Big Freeze o un Big Rip. Esta topología es consistente con las medidas astrofísicas hechas en los últimos años de los 90. Aunque también puede acabar en un Big Crunch.